# Слоновка (приток Стыра)
Слоновка (укр. Слонівка) — река в Кременецком районе Тернопольской области, Дубенском районе Ровненской области и Золочевском районе Львовской области Украины. Правый приток Стыра (бассейн Днепра).
Длина реки 49 км, площадь водосбора 549 км2, уклон 1,6 м/км. Течёт с юго-востока на северо-запад по территории Бродовской равнины. Берёт начало у села Ледыхов, впадает в Стыр восточнее села Лешнев. Около 40 км от общей длины Слоновка течёт по территории Дубенского района Ровненской области.
Долина преимущественно корытообразная, шириной до 4 м, глубиной до 15 м. Пойма двусторонняя, ширина от 30-50 м (в верховье) до 1 км (в нижнем течении). Русло извилистое, шириной 6-12 м (местами 10-12 м), глубиной до 1,2 м. Есть пруды.
Главные притоки: Баранская, Сытенька (правые). На Слоновке расположен город Радивилов.
Название реки связано, по одной из версий, с солью (Слонівка, Солонівка — солёная вода, река), по другой версии — с тем, что река наполняется водами с полей (Слановка (укр. Зланівка), трансформированное в Слоновка, Слонівка).